# Centronycteris maximiliani
Centronycteris maximiliani (J. Fischer, 1829) è un pipistrello della famiglia dei Emballonuridi diffuso nell'America meridionale.

## Descrizione

### Dimensioni
Pipistrello di piccole dimensioni, con la lunghezza totale tra 63 e 87 mm, la lunghezza dell'avambraccio tra 41,5 e 44,7 mm, la lunghezza della coda tra 20 e 26 mm, la lunghezza del piede tra 6 e 8 mm, la lunghezza delle orecchie tra 14 e 17 mm e un peso fino a 9 g.

### Aspetto
La pelliccia è lunga e soffice. Le parti dorsali sono bruno-rossastre, mentre le parti ventrali sono più chiare. Le orecchie sono lunghe, appuntite e separate. Le membrane alari sono marroni scure e sono attaccate posteriormente alla base dell'alluce. La coda è corta e perfora a circa metà della sua lunghezza la superficie dorsale dell'ampio uropatagio, il quale è ricoperto di piccoli ciuffi di peli bruno-nerastri disposti in file trasversali. Il calcar è lungo quanto la tibia. Il cariotipo è 2n=28 FN=48.

## Biologia

### Comportamento
Si rifugia nelle cavità degli alberi. Il volo è lento ma preciso. Le attività predatorie iniziano in tarda serata.

### Alimentazione
Si nutre di insetti.

## Distribuzione e habitat
Questa specie è diffusa nella Colombia e Venezuela meridionali, Perù nord-orientale, Guyana, Suriname, Guyana francese e Brasile settentrionale e occidentale.
Vive nelle foreste pluviali mature e secondarie.

## Conservazione
La IUCN Red List, considerato il vasto areale e la relativa abbondanza, classifica C.maximiliani come specie a rischio minimo (Least Concern)).